# 前156年
| 千纪： | 前1千纪 |
| 世纪： | 前3世纪 \| 前2世纪 \| 前1世纪                                                                                         |
| 年代： | 前180年代 \| 前170年代 \| 前160年代 \| 前150年代 \| 前140年代 \| 前130年代 \| 前120年代                               |
| 年份： | 前161年 \| 前160年 \| 前159年 \| 前158年 \| 前157年 \| 前156年 \| 前155年 \| 前154年 \| 前153年 \| 前152年 \| 前151年 |
| 纪年： | 西汉汉景帝前元元年 |

## 大事记

### 罗马
- 第一次达尔马提亚战争爆发。

### 汉朝
- 汉景帝登基，大赦天下。派遣御史大夫陶青至代国边塞与匈奴和亲。五月，减免全国农户一半的田租[1]。

## 出生
- 7月31日 - 漢武帝劉徹
- 落下闳，中国古代西汉时期的天文學家，太初历的主要創立者。渾天說創始人之一。